# Nepřímá daň
Nepřímá daň je taková daň, kterou státu platí jiná osoba (plátce) než ta, která je této dani podrobena a na kterou účinky daně dopadají (poplatník). Označuje se také jako daň ze spotřeby, neboť daň je zahrnuta v ceně zboží nebo služeb nakupovaných poplatníkem, který tedy tuto daň hradí v rámci úhrady své spotřeby (a státu pak daň zaplatí příslušný obchodník). Opakem nepřímé daně je daň přímá, u které je poplatník přímo plátcem: přímá daň nezdaňuje spotřebu, ale příjmy poplatníka.
Nepřímá daň může být selektivní (např. spotřební daň), která se týká pouze vybraných druhů zboží, nebo univerzální (např. daň z přidané hodnoty), která se týká veškerého zboží.

## Vlastnosti
Ve srovnání s přímými daněmi lze některé vlastnosti nepřímých daní přinejmenším z určitých hledisek označit za výhodné:
- jsou stabilní a předvídatelné, poplatník může změnou svého chování do určité míry ovlivnit výši odvedené daně,
- jejich výběr je jednodušší než u přímých daní,
- jsou rovné – pro všechny platí stejná sazba daně,
- jsou nenápadné, skryté v ceně zboží – vyvolávají tedy u poplatníků méně negativních pocitů.

Některé vlastnosti však lze z určitých pohledů označit také za nevýhodné:
- jednorázově zvyšují ceny a krátkodobě zvyšují inflaci
- deformují ceny
- jsou nenápadné, skryté v ceně zboží

## Zastaralý výraz
V Rakousko-Uhersku a částečně za První republiky se pro nepřímé daně užíval výraz důchodky.